# Hagnagora croceitincta
Hagnagora croceitincta là một loài bướm đêm trong họ Geometridae.